# ФК „Урвич“ (Панчарево)
ФК Урвич (Панчарево) е български футболен клуб от с. Панчарево, София (област).
Президент и основател на клуба е Васил Вучев. През сезон 2022/23 отборът се състезава в ОФГ София (столица) - южна подгрупа. Клубните цветове на титулярния екип са цикламено и черно.
Управителен съвет:

- Васил Вучев – председател;

- Евгени Христов – спортен директор

- Кирил Пенчев - домакин.

## История

### Създаването на клуба до закриването му
Организиран футбол в селото се провежда от 60-те години на миналия век. Един от
основателите на клуба, а и негов треньор и организатор по това време
познат на всички като Бай Младен. Той води отбора до към 1985 г., когато на негово място
застава Здравко Николов. По това време клубът е финансиран от Спортния Тотализатор. През
тези години отборът домакинства на стадионите в с. Герман и с. Кокаляне, тъй като през 80-те
години започналото строителстево на стадион в селото спира. 
Клубът продължава да съществува до началото на 90-те години, след което прекратява
дейността си. През всички тези години за клуба са се състезавали деца,
юноши, мъже, а за няколко години и ветерани.

### Възстановяването на клуба
Следват няколко години прекъсване и през лятото на 2005 г. Васил Вучев възстановява
дейността на отбора. С решение на СГС от 19 юли 2005г., на общо събрание, е създадено
сдружение с нестопанска цел с наименование ‘’Футболен Клуб Урвич’’- Панчарево.
Първият екип на отбора е дарен от Валентин Михов.
Първата емблема на клуба е крепостта Урвич в оранжево. В началото клубът
домакинства на стадиона в кв. Драгалевци. На отбора се е налагало да домакинства на базата
на ЦСКА в Панчарево, както и на терениете на НСА. След това панчаревския отбор се завръща
на стадиона в с. Герман, където е и до днес.
През дебютния първи сезон от новата история на клуба - 2005/06, ФК „Урвич-Панчарево”
завършва на първо място в ОФГ София (столица) - южна подгрупа, без да допуска загуба. Треньор е Стефан Колев. Първият бараж за влизане в Югозападна В група е с Торнадо (Безден), мачът е в Радомир и Урвич побеждава с 2-0. Вторият бараж е с Германея (Сапарева баня), който губят след изпълнение на дузпи. Третият бараж отбора губи от Пирин (Благоевград) с 1-0. В крайна сметка клубът от Панчарево печели промоция за Югозападна В група след като „Вихър“ (Горубляне) влиза в Западна Б група. Три кръга преди края на сезона, отборът е изкаран от първенството, заради неявяване на футболен мач.
Следващият сезон клубът се завръща в ОФГ София (столица) - южна подгрупа, където се
състезава и до днес. 
За Панчарево се състезава и една възраст деца родени през 2010 г. През годините сред
състезателите личат имената на Валентин Найденов, Саша Симонович, Стефан Колев, Светослав
Петров, Димитър Телкийски, Мартин Керчев, Атанас Борносузов. През 2019 г. клубът печели първо място на пролетен турнир „Трифон Зарезан” в с. Требич, като на финала побеждава Железница с 4:1.

## Сезони
| Сезон   | Група                   | Място |
| ------- | ----------------------- | ----- |
| 2005/06 | ОФГ София (Столица)- юг | 1/15  |
| 2006/07 | Югозападна В група      | 20/20 |
| 2007/08 | ОФГ София (Столица)- юг | ?/?   |
| 2008/09 | ОФГ София (Столица)- юг | 5/9   |
| 2009/10 | ОФГ София (Столица)- юг | 5/11  |
| 2010/11 | ОФГ София (Столица)- юг | ?/?   |
| 2011/12 | ОФГ София (Столица)- юг | ?/?   |
| 2012/13 | „Б“ ОФГ София (Столица) | 2/8   |
| 2013/14 | ОФГ София (Столица)- юг | 9/10  |
| 2014/15 | ОФГ София (Столица)- юг | 5/11  |
| 2015/16 | ОФГ София (Столица)- юг | 9/14  |
| 2016/17 | ОФГ София (Столица)- юг | 8/12  |
| 2017/18 | ОФГ София (Столица)- юг | 4/10  |
| 2018/19 | ОФГ София (Столица)- юг | 7/12  |
| 2019/20 | ОФГ София (Столица)- юг | 7/14* |
| 2020/21 | ОФГ София (Столица)- юг | 7/12  |
| 2021/22 | ОФГ София (Столица)- юг | 9/14  |

(*) Сезонът не завършва.

## Треньори
Данните са до 29 юли 2022 г.
- Стефан Колев: 2005/06 – 2006/07
- Евгени Христов: 2012/13 – 2018/19
- Васил Вучев: 2019/20 –  2021/22

## Купа на България
| Сезон   | Турнир           | Етап                      | Отбор             | Резултат |
| ------- | ---------------- | ------------------------- | ----------------- | -------- |
| 2011/12 | Купа на България | Финална фаза / Първи кръг | Чавдар (Етрополе) | 0:5      |

## Успехи
- Шампион на ОФГ София (Столица) южна подгрупа: 2005/06
- Първо място на пролетен турнир „Трифон Зарезан“: 2019 г.